# Nora Flegenheimer
Nora Flegenheimer  (Buenos Aires, 1955) es una arqueóloga argentina,  investigadora científica especialista en la cultura material lítica de los primeros pobladores de la Región Pampeana.

## Biografía

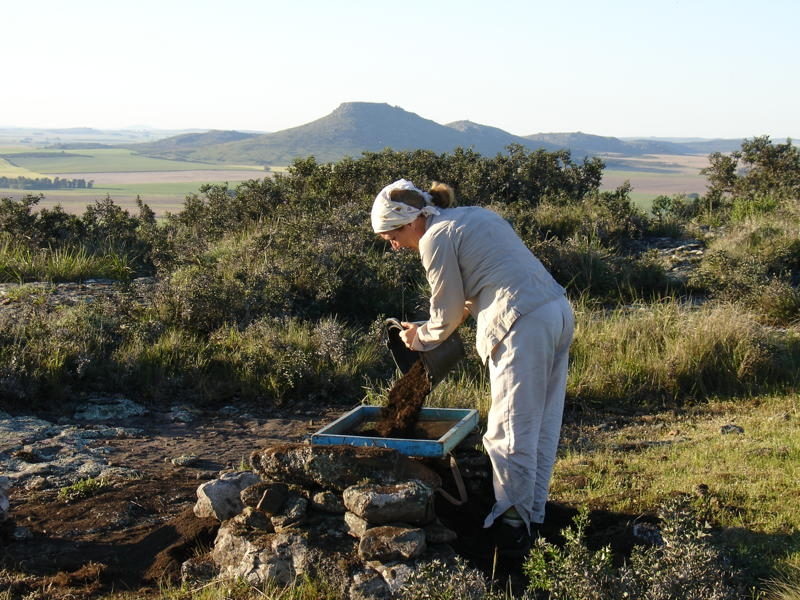
Nora Flegenheimer trabajando en sitio arqueológico El Ajarafe. En el fondo de la imagen se observa el Cerro El Sombrero

Nació en 1955 en la ciudad de Buenos Aires, Argentina. En 1978 se graduó de Licenciada en Antropología, orientación Arqueología, en la Facultad de Ciencias Naturales y Museo de la Universidad Nacional de La Plata. Se desempeñó como docente en su Alma mater siendo estudiante y, durante los inicios de su carrera (1977-1979), y entre los años 1980 y 1986 fue ayudante de la División Arqueología del Museo de La Plata. En 1986 se trasladó a la ciudad de Necochea, en la costa Atlántica argentina. Allí trabajó en el Área de Museos de la Municipalidad de Necochea (conformada por el Museo de Ciencias Naturales "Dr. José Squadrone" y el Museo Histórico Regional "Egisto Ratti") , donde formó un equipo e inició líneas de investigación novedosas, principalmente en esa misma área geográfica, el sureste de la Región Pampeana. Desde ese espacio abordó temáticas vinculadas a la comunicación pública de la ciencia. En el año 2022 obtuvo la jubilación, aunque continuó con sus actividades profesionales.

## Carrera profesional
Su formación en el Museo de La Plata fue iniciada por Bernardo Dougherty y luego continuó con Augusto Cardich, quienes la iniciaron en el estudio de material lítico.
En su carrera como investigadora científica del Consejo Nacional de Investigaciones Científicas y Técnicas (CONICET) de Argentina logró la categoría de investigadora independiente. Durante más de 35 años ha realizado trabajos de investigación científica en la región pampeana de la Provincia de Buenos Aires, contribuyendo con el estudio de la tecnología lítica y las primeras ocupaciones de grupos humanos, en vinculación con el poblamiento americano. 
Como especialista en tecnologías líticas ha brindado cursos de postgrado sobre talla lítica experimental. 
Publicó artículos en revistas nacionales, internacionales, congresos y libros en coautoría con sus grupos de investigación. 

### Arqueología del Cerro El Sombrero

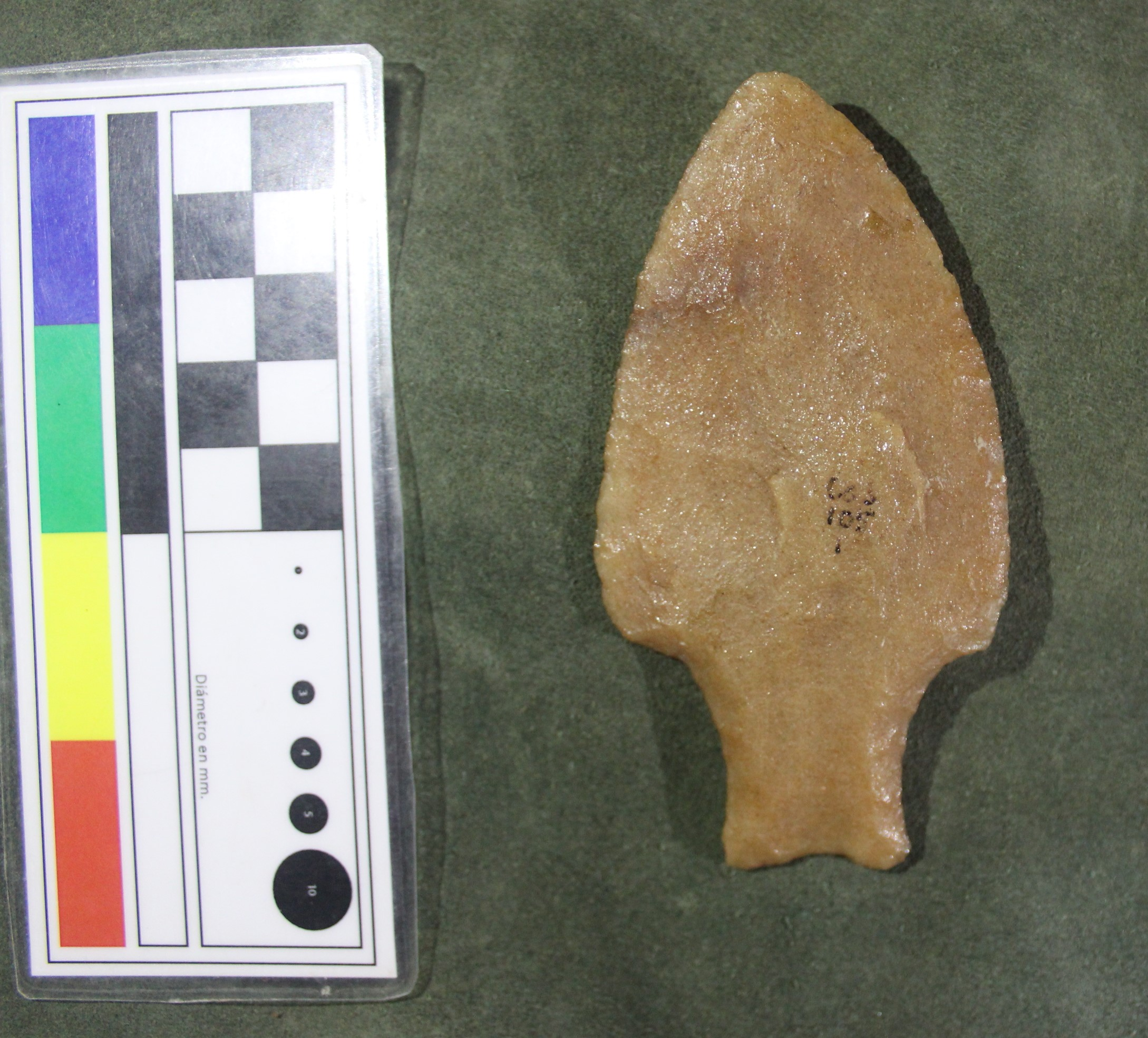
Punta cola de pescado de Cerro Sombrero Cima

La cima del Cerro El Sombrero es la cumbre más alta del sector centro oriental de Tandilia. Allí se encuentra un sitio arqueológico llamado Cerro El Sombrero a cielo abierto que ha sido ampliamente estudiado por Flegenheimer y colaboradores desde la década de 1980. Una de las contribuciones más relevantes fue el estudio de los conjuntos líticos allí colectados desde una perspectiva tecno-morfológica que permitió caracterizarlos como tempranos, es decir de fines del Pleistoceno, equivalente a unos 12.000 años antes del presente. Al mismo tiempo, Flegenheimer describió numerosas puntas "cola de pescado" en este sitio, unas puntas talladas en rocas características de ese período temprano del poblamiento de América del Sur.

## Algunas publicaciones
- Nora Flegenheimer, María C. Weitzel. 2017. Fishtail points from the Pampas of South America: Their variability and life histories. . Academic Press Inc. Journal of Anthropological Archaeology 45; 3-2017; 142-156
- Nora Flegenheimer, Natalia I. Mazzia, María C. Weitzel. 2015. Landscape and Rocks in the East-Central Portion of the Tandilia Range (Buenos Aires Province, Argentina). . Taylor & Francis; PaleoAmerica; 1; 2; 4-2015; 163-180
- Mazzia, Natalia Irene; Petersen Águeda, Caro; Flegenheimer, Nora; Weitzel, María Celeste; Colombo, Mariano Jorge Replanteo de la Divulgación Científica como producto final: una propuesta de participación para la revalorización del patrimonio; Revista América Patrimonio-Educación Patrimonial; 6; 2; 12-2014; 63-7
- Nora Flegenheimer, Celeste Weitzel & Natalia Mazzia. 2015. Miniature points in an exceptional early South American context. . Taylor & Francis; World Archaeology; 47-2015; 117-136